# Precis som ett barn
"Precis som ett barn" är en sång av Niklas Strömstedt. Den gavs ut som singel 1985 och medtogs 1989 på Strömstedts tredje studioalbum En gång i livet.
Som B-sida valdes låten "Allt som sker", även den skriven av Strömstedt. På båda låtarna medverkar Strömstedt på sång, elgitarr och slagverk och Anders Glenmark på gitarr, sång och keyboards. "Allt som sker" inkluderades senare på 1993 nyutgåva av En gång i livet. Singeln nådde inga listframgångar.

## Låtlista
Sida A
1. "Precis som ett barn" (Strömstedt)

Sida B
1. "Allt som sker" (Strömstedt)

## Medverkande
- Anders Glenmark – gitarr, sång, keyboards
- Niklas Strömstedt – sång, elgitarr, slagverk